# Aix-Villemaur-Pâlis
Aix-Villemaur-Pâlis è un comune francese situato nel dipartimento dell'Aube nella regione del Grand Est, istituito dal 1º gennaio 2016 con la fusione dei comuni di Aix-en-Othe, Villemaur-sur-Vanne e Palis.

## Geografia
Il territorio di Aix-Villemaur-Pâlis, con un'altitudine che varia dai 120 e i 267 m s.l.m., è attraversato dai fiumi Vanne, Nosle, Ruisseau des Abimes; si trova nelle vicinanze del Parco naturale regionale Forêt d'Orient, a circa 30 km a sud-ovest di Troyes.

## Amministrazione

### Gemellaggi
- Neresheim, dal 1996
- Bagnacavallo, dal 2012